# Aeroportul Balgo Hill
Aeroportul Balgo Hill (IATA: BQW, ICAO: YBGO) este un aeroport din Australia de Vest, Australia ce deservește zona Balgo⁠(d).
Situat la o altitudine de 429 m, aeroportul dispune de o singură pistă.